# Clarkovy zákony
Britský autor vědeckofantastické literatury Arthur C. Clarke při práci na svých knihách formuloval tři obecná pravidla, známá také jako Clarkovy zákony. Z této Clarkovy trojice se nejvíce vžil a často je citován právě třetí zákon:
1. Pokud nějaký významný, avšak postarší vědec prohlásí, že je něco možné, téměř jistě má pravdu. Pokud prohlásí, že je něco nemožné, s velkou pravděpodobností se mýlí.[1]
2. Jediným způsobem, jak zjistit meze možného, je odvážit se alespoň malý kousek za hranice nemožného.[2]
3. Dostatečně pokročilou technologii nelze odlišit od magie.[3]

## Historie
Všechny tři zákony se poprvé objevily v Clarkově eseji "Hazards of Prophecy: The Failure of Imagination" (Riziko předpovídání: Selhání představivosti), které vyšly v Profiles of the Future (1962). U prvního zákona navrhl autor v úpravě textu to, že by mohl nést jeho jméno jako "Clarkův zákon". Druhý zákon byl sestaven z všedního pozorování. V revizi Profiles of the Future z roku 1973, Arthur C. Clarke vzal v potaz tento druhý zákon a navrhl třetí o kterém napsal "Tři zákony byly dostačující pro Newtona, tedy skromně jsem se rozhodl zastavit, se zákony u tohoto čísla."
Třetí zákon je nejvíce známý, nicméně byl napsán až jako poslední o celé desetiletí později. Objevuje se jen v revizi eseje Profiles of the Future z roku 1973. Je inspirován prohlášením z příběhu Leigh Bracketta z roku 1942: "Čarodějnictví pro hlupáka . . . jednoduchá věda pro vzdělaného". Dřívější příklady takovéhoto prohlášení mohou být nalezeny ve Wild Talents (1932) Charlese Forta: "... nějaký výkon jednou může být považován za zcela pochopitelný, ale v těchto primitivních časech se zdá být tím, co nazýváme magií." nebo také v povídce The Hound OF Death od Agathy Christie: "Nadpřirozeno je pouze přirozeností, u které nebyly pochopeny a stanoveny zákony, kterými se řídí."
Jako příklad třetího zákona uvedl sám Clarke, že by jen stěží uvěřil někomu, kdo by mu tvrdil v roce 1962, že jednoho dne budou existovat zařízení o velikosti jedné knihy, které budou schopné udržovat obsah celé knihovny. Nevěřil by tomu, že to samé zařízení by dokázalo najít konkrétní stránky, či slova během sekund a následně je změnit na jakýkoliv typ písma a velikosti od Albertus Extra Bold po Zurich Calligraphic. Když Arthur vzpomínal na to, jak sledoval a naslouchal chodu tiskařských strojů, které pomalu a poměrně staticky produkovaly "roztavené olovo na přední stránky, u kterých bylo potřeba k zdvihnutí dvou silných mužů."

## Navržený čtvrtý zákon
Byl navrhnut i čtvrtý zákon i přesto, že sám Clarke navrhl zakončit počet zákonů u tří. Geoff Holder cituje: "Ke každému odborníkovi existuje rovnocenný odborník s naprosto opačným názorem.", což je také součástí úryvku knihy ekonoma Thomase Sowella z roku 1995 The Vision of the Anointed, že pro každého odborníka existuje rovnocenný odborník s naprosto opačným názorem, ale neplatí, že by pro každý fakt musel existovat rovnocenný opačný fakt.

## Rozvíjení třetího zákona
Třetí zákon inspiroval mnoho podobně znějících prohlášení a to především ve spojení s vědeckofantastickou tematikou:
- Jakákoliv extraterestrická inteligence vyspělostí v předstihu je k nerozeznání od Boha (Shemerův poslední zákon).
- Jakákoliv snaha o konání dobra v předstihu je k nerozeznání od zlomyslnosti (odkazujíce na umělou inteligenci).
- Následující dvě varianty jsou stejné a kombinují třetí zákon s Hanlonovou břitvou.
- Jakkoliv rozvinutá neznalost je k nerozeznání od zlomyslnosti (Clarkův zákon).
- Jakkoliv rozvinutá nekompetence je k nerozeznání od zlomyslnosti (Greyův zákon).

- Jakkoliv dostatečně v předstihu vyspělý vtipálek je k nerozeznání od upřímného pomatence, nebo také názor i toho nejextrémnějšího podivína je k nerozeznání od vyspělé satiry (Poeův zákon).
- Jakákoliv dostatečně vyspělá technologie je k nerozeznání od naprosto vybaveného prototypu.

- Jakákoliv dostatečně vyspělá myšlenka je k nerozeznání od pouhého magického zaklínání, za předpokladu, že je samotná myšlenka uvedena jako matematický důkaz, a to ověřitelná dostatečně kompetentními matematiky.
- Jakýkoliv dostatečně bezpředmětný výzkum je k nerozeznání od podvodu (Andrew Gelman).

Protikladem třetího zákona je:
- Jakákoliv technologie rozeznatelná od magie není na dostatečné úrovni (předstíhající) vyspělosti (Gehm).

- Obráceně pro fiktivní vesmíry zahrnující a řízené magií: "Jakákoliv dostatečně zanalyzovaná magie je k nerozeznání od vědy".

- Rozšířené na scénáře fiktivních vesmírů v sci-fi: "Jakýkoliv typ technologie, ať je jakkoliv primitivní, je magií pro ty, co mu nerozumějí."